# ブームスラング
ブームスラング（学名：Dispholidus typus）は、ナミヘビ科ブームスラング属に分類されるヘビの一種。本種のみでブームスラング属を構成する説もある。特定動物。ブームスランとも表記される。強力な毒を持つ毒蛇である。サブサハラアフリカに分布する。

## 分類と名称
「ブームスラング」はオランダ語とアフリカーンス語で「木のヘビ」を意味し、Boom は「木」、Slang は「ヘビ」を意味する。アフリカーンス語では[ˈbuəmslaŋ]と発音される。バードスネーク属、アフリカキヘビ属、オオメキヘビ属、Xyelodontophis 属の仲間と近縁であり、Dispholidini 族を形成している。
以前は本種のみでブームスラング属を構成するとされていた。Reptile Database (2025) では亜種マダラブームスラングD. t. punctatusが独立種D. punctatusとされており、また2021年にペンバ島個体群がD. pembaeとして記載されている。その他の亜種を独立種とする説もある。

### 亜種
以下の亜種の分類は、Reptile Database (2025) に従う。和名は、中井 (2021) に従う。
- Dispholidus typus kivuensis Laurent, 1955 キヴブームスラング
- Dispholidus typus typus (A. Smith, 1828) ブームスラング（基亜種）

## 分布と生息地

### 分布
ガンビア、ギニア、セネガル、西アフリカの大部分（ベナン、カメルーン、ガーナ、ナイジェリア、トーゴを含む）から中部アフリカと東アフリカ（コンゴ民主共和国、西アフリカ、エチオピア、ケニア、南スーダン、タンザニア、ウガンダ）、南部アフリカの大部分まで、サブサハラアフリカに広く分布する。アンゴラ、ボツワナ、エスワティニ、マラウイ、モザンビーク、ナミビア、南アフリカ共和国、ザンビア、ジンバブエに多い。

### 生息地

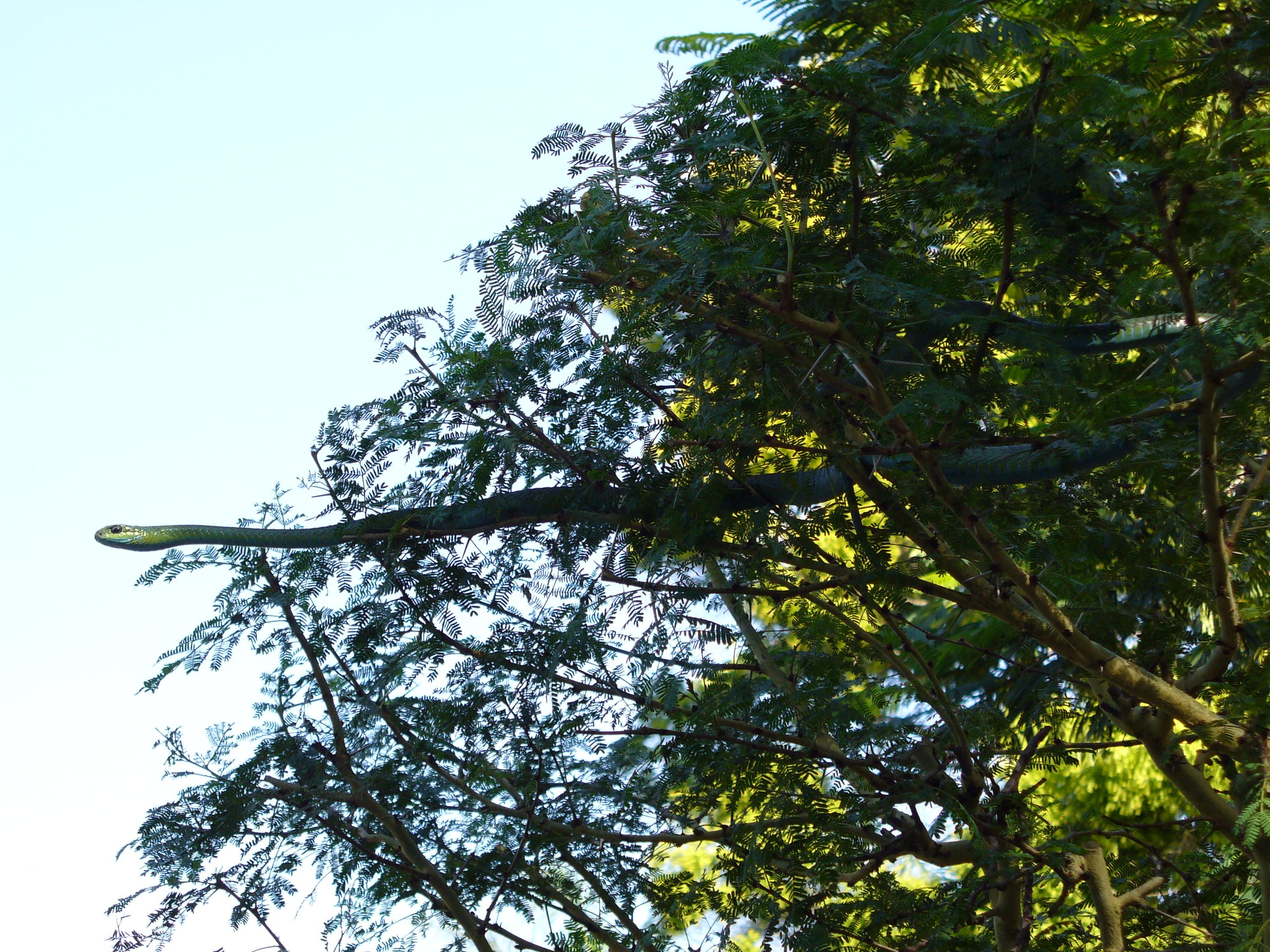
樹上のブームスラング

名前の通り樹上性が高く、主に森林に生息しているが、低木地、サバンナ、低地の森林、草原でも見られる。狩りと摂餌などのために地上にいることも多い。天候が厳しいときは、時々地中に隠れることもある。

## 形態
尾を含めた全長は平均的に100 - 160 cmで、最大で183 cmを超える個体の記録もある。体重は175 - 510g、平均体重は299.4gである。眼は非常に大きく、瞳孔は丸く、視力が優れており、正面の物体を見て距離を測るために頭部を左右に動かす。頭部は大きく卵型で首と区別され、吻角は明瞭である。上顎歯は前方が小さく、7 - 8本で、その下に3本の非常に大きな溝のある牙が各目の下に並んでいる。下顎歯はほぼ等分である。19列または21列に並ぶ背側の鱗は斜めに狭く並んでおり、強いキールと先端の窪みがある。尾は長く、尾下側の鱗は対になっている。腹側鱗は164 - 201枚、臀板は分裂しており、尾下側の鱗は91 - 131枚である。体色は非常に多様である。雄は薄緑色で、鱗の縁は黒または青であるが、雌は緑褐色や茶色である。幼蛇は灰色や灰褐色。

## 生態

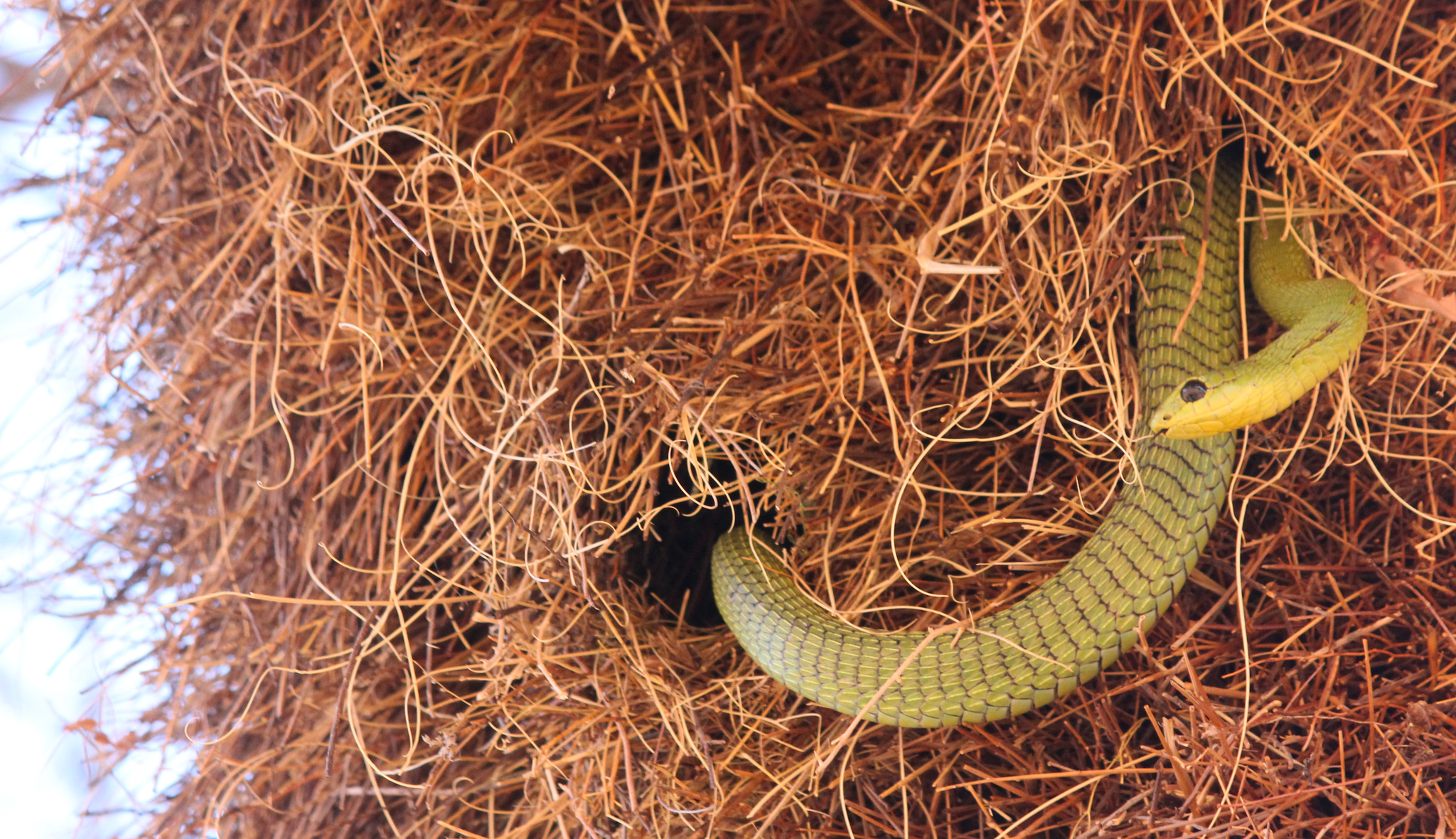
シャカイハタオリの巣を襲う

昼行性で、ほとんど樹上性である。天敵に追われると枝から枝へと移動する。カメレオンや他の樹上性トカゲ、カエルを主に捕食し、時には小型哺乳類、鳥、鳥や爬虫類の卵も食べ、生きた獲物には何度も噛みついて仕留めた後に、丸呑みして捕食する。他のヘビも食べ、共食いをすることもある。 涼しい時期は短期間冬眠し、しばしばハタオリドリの巣の中で眠る。
卵生で最大30個の卵を産み、木の幹や丸太の中に産み付ける。卵は平均3ヶ月で孵化し 、雄の幼蛇は灰色で青い斑点があり、雌の幼蛇は薄茶色である。数年後には成体の体色になる。幼体は体長約20cmで人間に危害を加えることはないが、体長が約45cm、胴回りが大人の小指ほどの太さになると、人間にとっても危険となる。

## 毒性
ナミヘビ科の多くの有毒種は、毒腺が小さく、毒牙が口の奥にある後牙類であり、毒牙も小さいため、アレルギーを起こさない限り人間には無害である。しかし、ブームスラングを含むいくつかの種は、非常に強力で致命的な毒を持っている。ブームスラングは噛むときに顎を最大170°開くことができるため、十分な毒注入が可能である。ブームスラングの毒は主に血液毒である。血液中に多くの小さな血栓が形成され、循環器系の凝固が不十分になり、過度の出血と死に繋がる。この毒は、筋肉や脳、およびその他の臓器などの組織で出血を引き起こすと同時に、小さな血栓で毛細血管を詰まらせることが観察されている。その他の症状には、頭痛、吐き気、眠気、混乱があり、心停止や意識不明に繋がる。
ブームスラングの毒はゆっくりと作用するため、噛まれてから何時間も経たないと症状が明らかにならないことがある。血清を入手する時間は十分あるが、被害者に誤った安心感を与え、噛まれたことの重大さを過小評価することになる。どんな種のヘビでも噛んだときに毒を注入しないことがあるため、ブームスラングに噛まれた被害者は数時間経っても目立った影響がないため、毒は注入されていなかったと誤って信じることがある。毒の病態生理学的メカニズムは個体で異なり、その結果、患者ごとに臨床症状が異なる。
成体には1.6 - 8mgの毒がある。マウスにおける半数致死量（LD50） は0.1mg/kg（静脈内）である。 0.071mg/kg（IV）、12.5mg/kg（皮下）および1.3 - 1.8mg/kg（腹腔内）という記録もある。毒の量が非常に少ないこと、および報告されているヒトの症例のかなりの部分で非常に深刻な影響が見られることから、健康な成人を死に至らしめるにはわずか2 - 3mgで十分であると考えられている。 
1957年にはアメリカの著名な爬虫類学者カール・シュミットが小さな本種に咬まれて死亡している。シュミットは本種に咬まれた際の中毒症状を亡くなるまで仔細に記録し、それが後牙類に咬まれた症状の記録として重要となった。D. S. Chapmanは、1919年から1962年の間にブームスラングによる8件の重度の被害を報告しており、そのうち2件は致命的であった。
ブームスラングに対する抗毒血清は1940年代に開発された。現在は南アフリカ共和国で製造されている。咬傷の治療には全血輸血が必要になることもあり、特に抗毒素を投与せずに24 - 48日が経過した場合はその傾向が強くなる。
本種の気性はむしろ温和で、不用意に手を出さなければ噛みつかれることは少ない。また追い詰められた際は首を膨らませ、S字型の攻撃体勢になる。日本では特定動物に指定され、愛玩目的の新規飼育はできない。